# Modestas Kaseliauskas
Modestas Kaseliauskas (* 12. Oktober 1974 in Tryškiai, Rajongemeinde Telšiai) ist ein litauischer Jurist der Finanzverwaltung, Leiter von Valstybinė mokesčių inspekcija.

## Leben
Nach dem Abitur an der Mittelschule absolvierte Kaseliauskas von 1992 bis 1997 das Magisterstudium der Rechtswissenschaft an der Lietuvos policijos akademija und 2010 das Masterstudium des Managements (MBA) an der ISM Vadybos ir ekonomikos universitetas. Ab 1997 arbeitete er als Jurist beim Finanzamt Šiauliai. Ab 1999 war er Inspektor-Jurist der Juridischen Unterabteilung, bis 2002 Oberspezialist, 2002 Oberspezialist der Juristengruppe, von 2002 bis 2003 Leiter des Rechtsamts. 2003 war er stellvertretender Leiter und von 2003 bis 2005 des Finanzamts von Bezirk Šiauliai. Seit Oktober 2005 ist er Leiter des Finanzamts Litauens (VMI).
Er ist verheiratet. Mit Frau Karolina hat er den Sohn Timonas.